# Qaplan I Giray
Qaplan o Kaplan I Giray (Rodes juliol de 1680- Quios novembre de 1638) fou tres vegades kan de Crimea, fill (tercer) de Selim I Giray.

## Biografia
Amb 17 anys va manar les tropes al Budjak i va fer una expedició a la Confederació de Polònia i Lituània que no va tenir èxit. Mentre duraven les converses que van dur al Tractat de Karlowitz, va defensar Fehra-Kerman però el beg rebel de Shirin, Örek-Timur, el va obligar a fugir a kiliya l'octubre de 1699. El 1700 com a governador militar de Circàssia va lluitar contra els calmucs i després contra els circassians besleney (maig del 1701). Esperava ser nomenat Nureddin o segon hereu però el kan Devlet II Giray s'hi va negar, i llavors es va refugiar amb el paixà otomà de Keffe (Feodòssia) i sota pressió del kan Devlet fou enviat en exili a  Rodes, si bé després, a petició del seu pare, ex kan, el lloc de desterrament fou canviat a Yanbolu. Selim I Giray va tornar al tron el 26 de gener de 1702 i immediatament va nomenar Kaplan com a nureddin i el va enviar a lluitar contra el kan Devlet, que s'havia revoltat amb el suport de les tribus nogais; els caps nogais van abandonar Devlet i la lluita es va acabar.
A la mort de Selim I el 1704 el seu segon fill Ğazı III Giray va esdevenir kan i el 30 de desembre de 1704 va nomenar kalghay (hereu) al seu germà Kaplan. Fins aleshores els kans de Crimea i els caps tribals o mirzes havien donat suport a una política hostil a Rússia, però Kaplan estava disposat a negociar amb els russos tal com feia la cort otomana, i aquest punt de vista va fer que la Porta otomana el nomenés kan l'abril de 1707. Va designar khalgay a Mengli Giray i nureddin a Maksud Giray; aquest darrer va morir al cap de poc i fou substituït per Sahib Giray.
Va deixar les mans lliures al russos contra Suècia. Els circassians es mostraven rebels i els kabardins van abandonar la seva fortalesa de Beshtau i es van retirar a les muntanyes de Balkhanshan; el kan ells va ordenar retornar però s'hi van resistir. Qaplan va marxar contra ells amb sis mil nogais de Bessaràbia, 15.000 tàtars (sebkans), tres mil sipahis de Feodòssia, cinc mil circassians de la tribu Kemurkoi i vint mil nogais del grup Yaman Sadak; l'expedició fou un desastre; els circassians es van revoltar i va perdre molts oficials entre els quals el beg dels Shirin i els dels tribus Jarik, Yurulshi i Mansur, i 23 ulemes a més de bona part de les tropes. El mateix kan es va escapar per poc de la mort. Aquesta desgràcia es va sumar al fet que va donar asil a un grup de cosacs que fugien de Pere I el Gran, i el sultà otomà el va destituir immediatament (novembre del 1708) i el va enviar a l'exili a  Rodes; el seu germà i rival Devlet II Giray va retornar al tron.
Devlet fou al seu torn destituït el 1713 a causa del problema que representava el rei Carles XII de Suècia que després de ser derrotat pels russos s'havia refugiat en territori turc i havia eludit el control dels otomans. Kaplan, cridat de Rodes, fou nomenat altre cop kan el 15 d'abril de 1713. Va designar khalgay a Mengli Giray i nureddin a Safa Giray. El Tractat d'Adrianòpolis de 1713 va reconèixer als circassians i kabardins com a subjectes del kan de Crimea. Rússia va protestar alegant que els circassians o txerkessos eren una colònia de cosacs (que també s'anomenaven txerkas)
Va anar a Khotin amb el cap de l'exèrcit otomà Abdi Pasha per fer la pau amb els russos i va participar en la campanya defensiva contra els polonesos d'aquell mateix any que va portar a la derrota de Vardin (el contingent tàtar anava manat pel seu germà Selamet Giray; el mateix kan no hi va anar en persona); també va enviar ajut als otomans que lluitaven a Morea. El 1716 es va haver d'ocupar de les revoltes dels circassians i nogais que li van impedir prendre part a la campanya d'Àustria, i per això fou destituït el novembre del 1716. El va substituir Devlet III Giray. Va romandre allunyat del poder fins al 1730, quan enderrocat el sultà Ahmet III, els rebels van imposar la restitució de Kaplan al tron (novembre). Va nomenar khalgay a Adil Giray i nureddin a Hajji Giray.
Com que després el kan va col·laborar en eliminar els principals rebels, el sultà Mahmud I li va atorgar la seva confiança. El 1732 va fer una aliança amb els txetxens per lluitar contra russos que atacaven Daguestan; el kan va reunir un exèrcit de tàtars, nogais i circassians sota els seus propis begs que van anar manats pel khalgay que ara era Fetih Giray; el cap dels kumuks va rebre el títol de visir i el seu fill Muhammad el de beglerbegi; els calmucs del Kuban es van sotmetre i també el circassians de Kabarda; els prínceps de la Petita Kabarda es van declarar vassalls de la Porta a Tatartop. A Islag al siu Sunha es van sotmetre els txetxens que va aportar dos mil homes a cavall; després fou el príncep dels kumyks i el de la tribu dels Enderi; a Tatargaf es van sotmetre els fills de l’usmi dels kaytaks, i del surkhai dels Kazi kumuks; a 40 km de Derbent se li va sotmetre el cadi dels Akusha i els magnats dels kubetxis. Els russos van avançar fins Or-kapi (Perekop) i van amenaçar d'envair el kanat; un contingent cosac va intentar aturar als tàtars al pas de Derbent però foren derrotats i 55 van morir i 800 van quedar ferits; l'avanç tàtar va continuar més enllà de Derbent fins a Samur i Eski Khodad fins que la Porta els va ordenar retornar el juny de 1733. La rivalitat amb els russos pel Caucas va esclatar en endavant.
El 1735 a petició de la Porta, el kan va agafar el comandament de les forces militars al Caucas, per combatre els russos al Daguestan però l'atac de Kaplan fou rebutjat per l'artilleria russa i va haver de recórrer a la guerrilla; el juny de 1736 els russos van entrar al kanat amb un exèrcit important (54.000 homes manats pel comte Münich) i el 26 de maig van arribar davant les línies de Perekop; la ciutat de Perekop (tàtar Or o Or-Kapi) fou ocupada dos dies després; el russos van marxar a Kilbum mentre l'exèrcit principal saquejava Gosleve (Koslov) i la seva comarca; un mes després estaven davant de Bagchi-Sarai, la capital que també van ocupar i el palau del kan fou cremat així com la biblioteca fundada per Selim I Giray i la dels jesuïtes. Els russos es van dirigir a Ak Mejid (Mesquita Blanca, moderna Simferopol), residència del khalgay i els principals mirzes, igualment ocupada; però llavors va esclatar una epidèmia entre les tropes i Münich es va haver de retirar al cap de poc més de dos mesos, i llavors Kaplan els va perseguir fins Or-kapi (agost del 1736). Just llavors la Porta el va destituir, segurament a causa de la derrota, i va nomenar al seu lloc al khalgay Feth o Fetih II Giray; Kaplan, de 56 anys, que tenia problemes de salut, va ser exiliat a Quios on va morir dos anys després (novembre de 1738)